# パワー・クエスト
パワー・クエスト(POWER QUEST)は、イギリスのパワーメタルバンドである。
ドラゴンフォースがドラゴンハートと名乗っていた時代のキーボード担当であるスティーヴ・ウィリアムズがドラゴンハートを脱退して、同じドラゴンハートから脱退したベーシストのスティーヴ・スコットと共に結成したバンドである。

## 略歴
- パワー・クエストは2001年に、当時ドラゴンハートに在籍していたスティーヴ・ウィリアムが脱退して結成された。スティーヴ・ウィリアムズがドラゴンハートを脱退した理由としてギターを中心として攻撃性やスピード、アグレッションを主体としたドラゴンハートに対して、バランスのよいストラトヴァリウスやラプソディー（現：ラプソディー・オブ・ファイア）などの様なメロディックメタルを好んでいたため、限界を感じたためである。

- ドラゴンフォースのサム・トットマンに正式メンバーとして参加を頼んだが、サムはドラゴンフォースを選んだ。結果、サムは今後ゲストとして参加することになった。

- 次にギタリストとして参加したのが、地元サウスハンプトンにすむアダム・ビッカーズだった。彼はデスラッシュバンド・ディーアールエス(DRS)と兼持ちで参加した。

- ドラムとしてスコット・マイケル、ボーカルとしてイタリアのパワーメタルバンド「アルテミス」のフロントマン・アレッシオ・ガラヴェロを迎えて1stアルバム『WINGS OF FOREVER』がレコーディングされた。

- イタリアのレーベルアンダーグラウンド・シンフォニーの仲介でアルテミスのギタリスト、アンドレア・マートンゲリも何曲かサポートしている。

- そして、新たにナウ&ゼンレーベルと契約して2ndアルバム『NEVERWORLD』を取り掛かるが、アダム・ピッカーズが医学を目指すため脱退し、ゲストだったサム・トットマンも契約上の問題からドラゴンフォースに専念した。ギターのアンドレア・マートンジェリが正式加入した。ドラムもアンドレ・バーグマンが加入しレコーディングされた。

## メンバー
- スティーヴ・ウィリアムズ　Steve Williams - (キーボード兼リーダー) (2001 - )
- チトラル“チティ”ソマパラ　Chitral "Chity" Somapala - -(ボーカル) (2010 - )
- アンドリュー・ミジリー　Andrew Midgley - (ギター) (2009 - )
- ギャビン・オーウェン　Gavin Owen - (ギター) (2010 -)
- ポール・フィニー　Paul Finnie - (ベース) (2009 - )
- リッチ・スミス　Rich Smith - (ドラム) (2009 - )

### 元メンバー
- スコット・マイケルズ　Scott Michaels （ドラム）
- アダム・ビッカーズ　Adam Bickers - (ギター) (2001 - 2003)
- アンドレ・バーグマン　Andrea Bargmann - (ドラム) (2003)
- ギャビン・ワード　Gavin Ward - (ドラム) (2003 - 2004)
- ビル・ハドソン　Bill Hudson - (ギター) (2008 - 2009)
- スティーヴ・スコット　Steve C.Scott - (ベース) (2001 - 2009)
- アレッシオ・ガラヴェロ　Alessio Garavello - (ボーカル) (2002 - 2009)
- アンドレア・マートンジェリ　Andrea Martongelli - (ギター) (2002 - 2009)
- フランチェスコ・トレスカ　Francesco Tresca - (ドラム) (2005 - 2009)
- ピート・モートン　Pete Morten - (ボーカル) (2009 - 2010)
- ベン・ランドール　Ben Randall - (ギター) (2009 - 2010)

### サポート・メンバー
- サム・トットマン　Sam Totman - (ギター) (2001-2003)

## ディスコグラフィー

### アルバム
- 2002年　Wings of Forever
- 2003年　Neverworld　（2003年10月22日日本先行発売、2004年ヨーロッパ）
- 2005年　Magic Never Dies
- 2008年　Master of Illusion
- 2011年　Blood Alliance

### デモ
- 2001年  Power Quest (demo)  No label

## 代表曲
- TEMPLE OF FIRE　2nd『NEVERWORLD』収録
- POWER QUEST　1st『WINGS OF FOREVER』収録

## その他
ギターのアンドレアはMeat & Pasta is my power（笑）などとビデオで発言していた